# Adolphe Deslandres
Adolphe Édouard Marie Deslandres, nació el 22 de enero de 1840 en Batignolles-Monton y falleció el 30 de julio de 1911 en París fue un compositor y organista francés.

## Recopilación biográfica
Era hijo de Laurent Deslandres, que fue mucho tiempo el maestro de capilla y  organista de la iglesia Santa María de los  Batignolles. En el conservatorio de París, estudia el contrapunto y la fuga con Simon Leborne y el órgano con François Benoist. En 1860, obtiene el Segundo Gran Premio de Roma con su cantata Ivan IV.

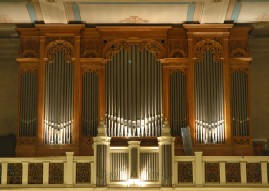
El grande órgano de la iglesia Santa María de los Batignolles. Instrumento Cavaillé-Coll de 1923. Adolphe Deslandres y su padre Laurent fueron organistas titulares de esta iglesia en el.

En 1862, sucede a su padre como organista de la iglesia de Santa María. Además de sus obras de música sagrada como la Misa de San Andrés, interpretada por primera vez en Nôtre Dame de París, o su Misa Solemne, Deslandres  compuso varias óperas cómicas de éxito. En 1872, su ópera Domingo y Lunes fue estrenada en el [[Teatro Nacional de la Opéra-Comique]] y recibe los elogios de Gounod. En 1884 tiene lugar el estreno del  Beso. Sus demás óperas han sido interpretadas en el cabaret restaurante  Alcázar.
Deslandres ha  compuesto algunos obras para órgano, para piano (un Aire de ballet y algunos Estudios en staccato), un Scherzo para orquesta, y cuatro Meditaciones para violín, violonchelo, trompa, arpa, órgano y contrabajo.
Adolphe Deslandres tuvo dos hermanos igualmente músicos cuya carrera estuvo interrumpida por su muerte prematura. Jules-Laurent Deslandres (nacido el 15 de agosto de 1838 en los Batignolles, muerto el 1.º de agosto de 1870) estudió en el conservatorio de París donde obtuvo, en 1855, el primer premio de contrabajo profesional. Fue, desde 1859, miembro de la orquesta de la Ópera de París. Georges-Philippe Deslandres (nacido el 5 de mayo de 1849, muerto el 12 de octubre de 1875) estuvo en el conservatorio de París en la clase de órgano de César Franck.  Obtuvo en 1870 el segundo premio de órgano. Fue organista de las iglesias de Santa Clotilde, San Vicente de Paúl y Santa María. Adolphe Deslandres tuvo también una hermana, Clémence Deslandres, que fue cantante interpretó numerosas versiones de las obras de su hermano.

## Obras
- Bajazet y el Jugador de flauta, cantata, 1858
- Ivan IV, cantata, 1860
- Domingo y Lunes, ópera cómica, 1872
- El Caballero Bijou, ópera, 1875
- Fridolin, ópera, 1876
- Scherzo para orquesta, 1880
- Las Siete Palabras del Cristo, oratorio para barítono, coro, violín solo, violonchelo, arpa y órgano (según Édouard Laboulaye), 1883
- El Beso, ópera  cómica, 1884
- Stabat Mater para cuatro voces, coro, órgano y orquesta, 1885
- Salvemos nuestros hermanos, cantata para voces solas, coro y orquesta
- Invocación a Maria
- Ofertorio y Comunión para órgano
- Ofertorio para gran órgano
- Aire de ballet para piano
- Estudios conjuntamente en staccato para piano
- Meditaciones para violín, violonchelo, trompa, arpa, órgano y contrabajo
- Oda a la armonía
- Introducción y Polonesa para oboe y piano
- Panis Angelicus, Solo de tenor con acompañamiento de trompa y órgano.

- Datos: Q365723
- Multimedia: Adolphe Deslandres / Q365723